# Giresuneiland
Giresuneiland is het enige Turkse eiland in de Zwarte Zee en ligt op een afstand van 1,5 km van de kust, nabij de gelijknamige stad Giresun, in de gelijknamige provincie Giresun. Het eiland is 40.000 m² groot.
Er worden verschillende mythen verteld over het eiland. In historische bronnen wordt verteld dat hier koninginnen van de Amazones voor de god van de oorlog, Ares genaamd, een tempel hebben gebouwd en dat Bisschop van Sinop, Agias Phokas, hier een klooster(manastir) had. Op het eiland bevinden zich de ruïnes van een kasteel, toren, manastir, aardewerk vaten en fundamenten van een gebouw uit de tijd van Alexius II. 
's Zomers worden tours naar het eiland georganiseerd vanuit de haven. Het door de Genuezen en Venetianen lange tijd voor schepen als aanlegplaats gebruikte eiland heeft nu trekvogels, duikvogels en meeuwen als enige bewoners.